# Karl Malone Award
Il Karl Malone Award è un premio conferito ogni anno dalla Naismith Memorial Basketball Hall of Fame alla miglior ala grande di sesso maschile dell'anno, che gioca nel campionato di pallacanestro NCAA Division I.
È intitolato al cestista Karl Malone, cestita statunitense considerato una delle migliori ali grandi di tutti i tempi.

## Vincitori
- 2015 - Montrezl Harrell,  Louisville Cardinals
- 2016 - Georges Niang,  Iowa St. Cyclones
- 2017 - Johnathan Motley,  Baylor Bears
- 2018 -  Deandre Ayton,  Arizona Wildcats
- 2019 - Zion Williamson,  Duke Blue Devils
- 2020 - Obi Toppin,  Dayton Flyers
- 2021 - Drew Timme,  Gonzaga Bulldogs
- 2022 - Keegan Murray,  Iowa Hawkeyes
- 2023 - Trayce Jackson-Davis,  Indiana Hoosiers
- 2024 - Jaedon LeDee,  SDSU Aztecs
- 2025 - Johni Broome,  Auburn Tigers